# Gulbrunt lövfly
Gulbrunt lövfly, Hoplodrina octogenaria, är en fjärilsart som beskrevs av Johann August Ephraim Goeze 1781. Gulbrunt lövfly ingår i släktet Hoplodrina, och familjen nattflyn, Noctuidae. Arten har livskraftiga, (LC) populationer i både Sverige och Finland. Inga underarter finns listade i Catalogue of Life.

## Bildgalleri

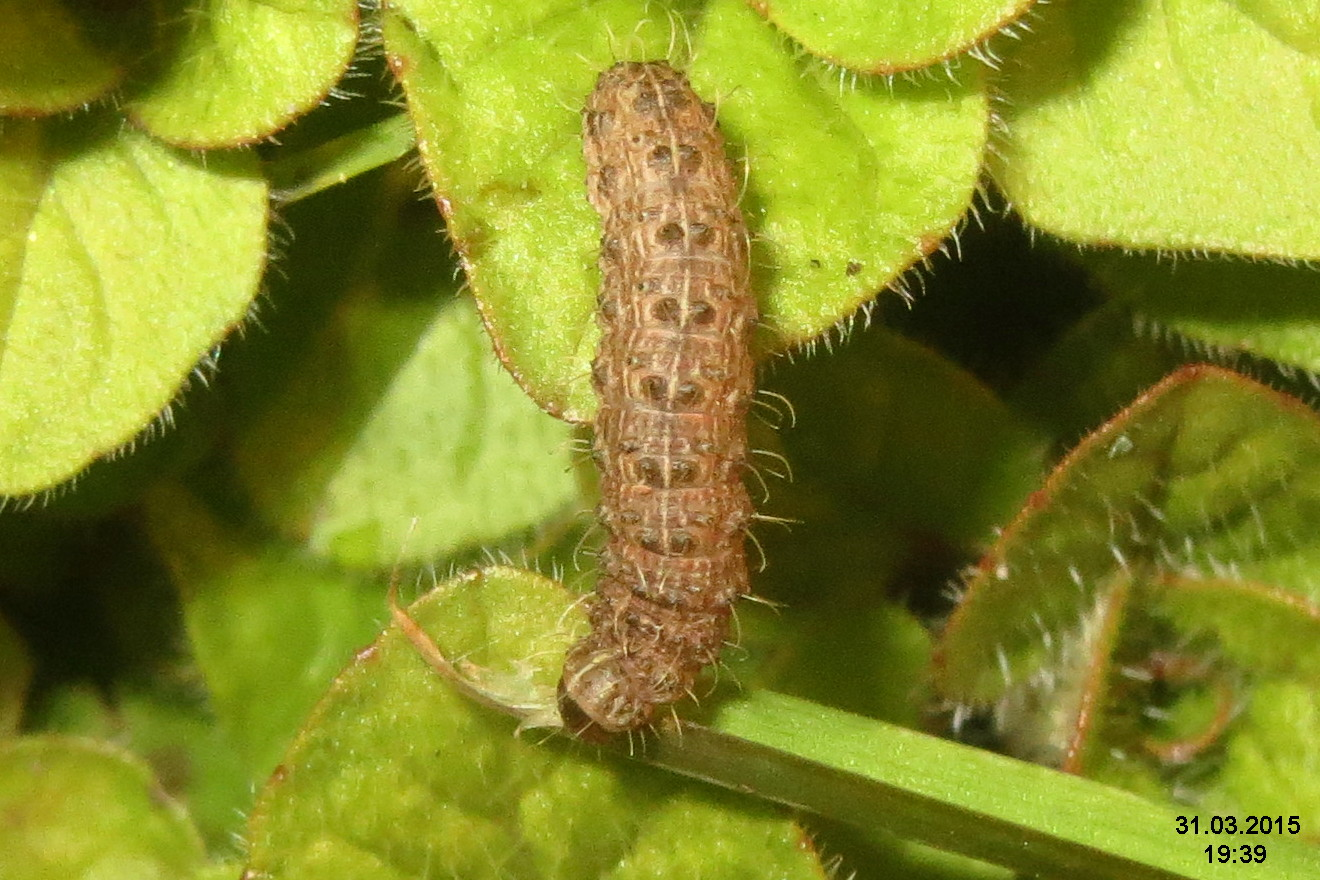
Fjärilens larv
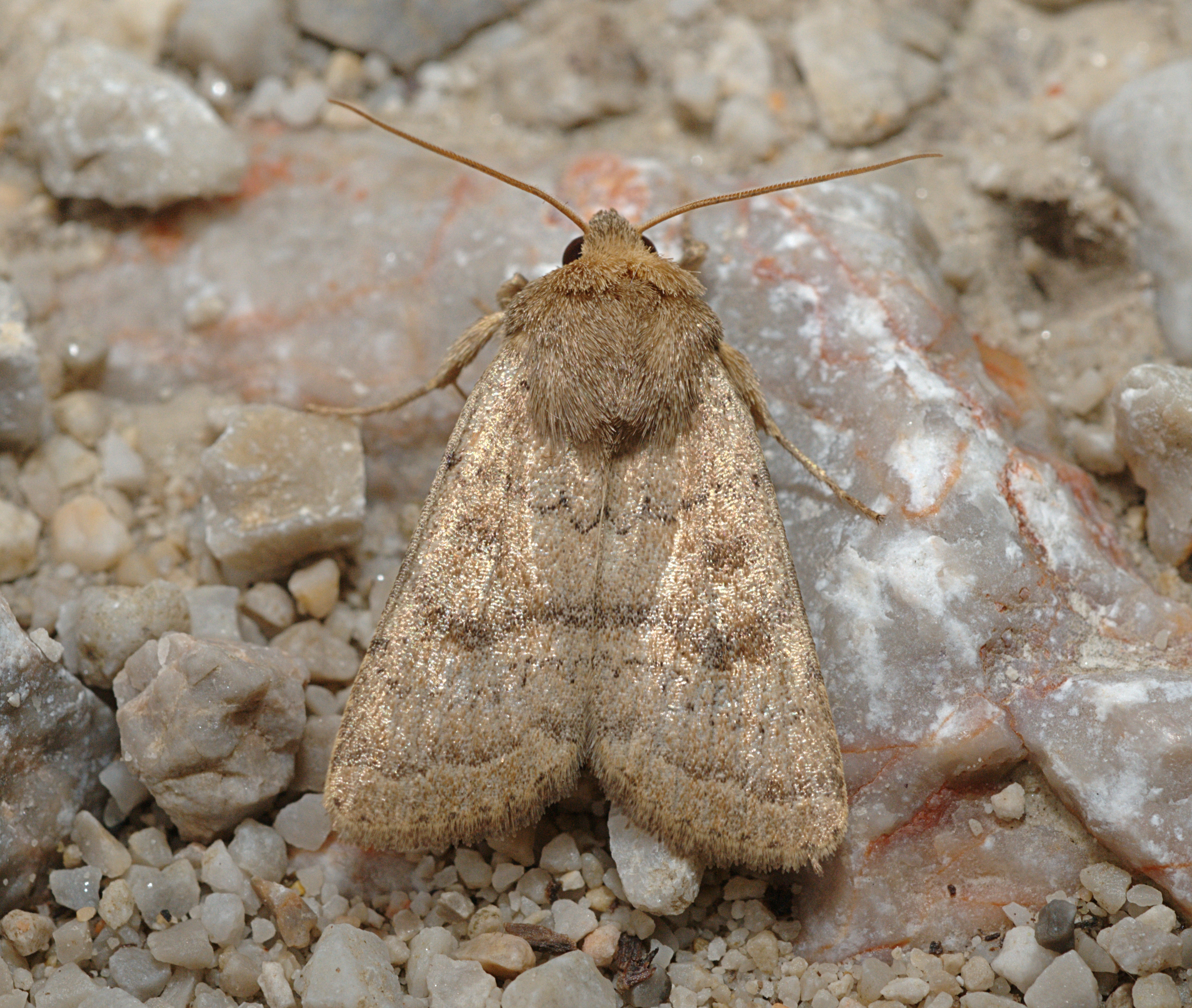
Imago fjäril
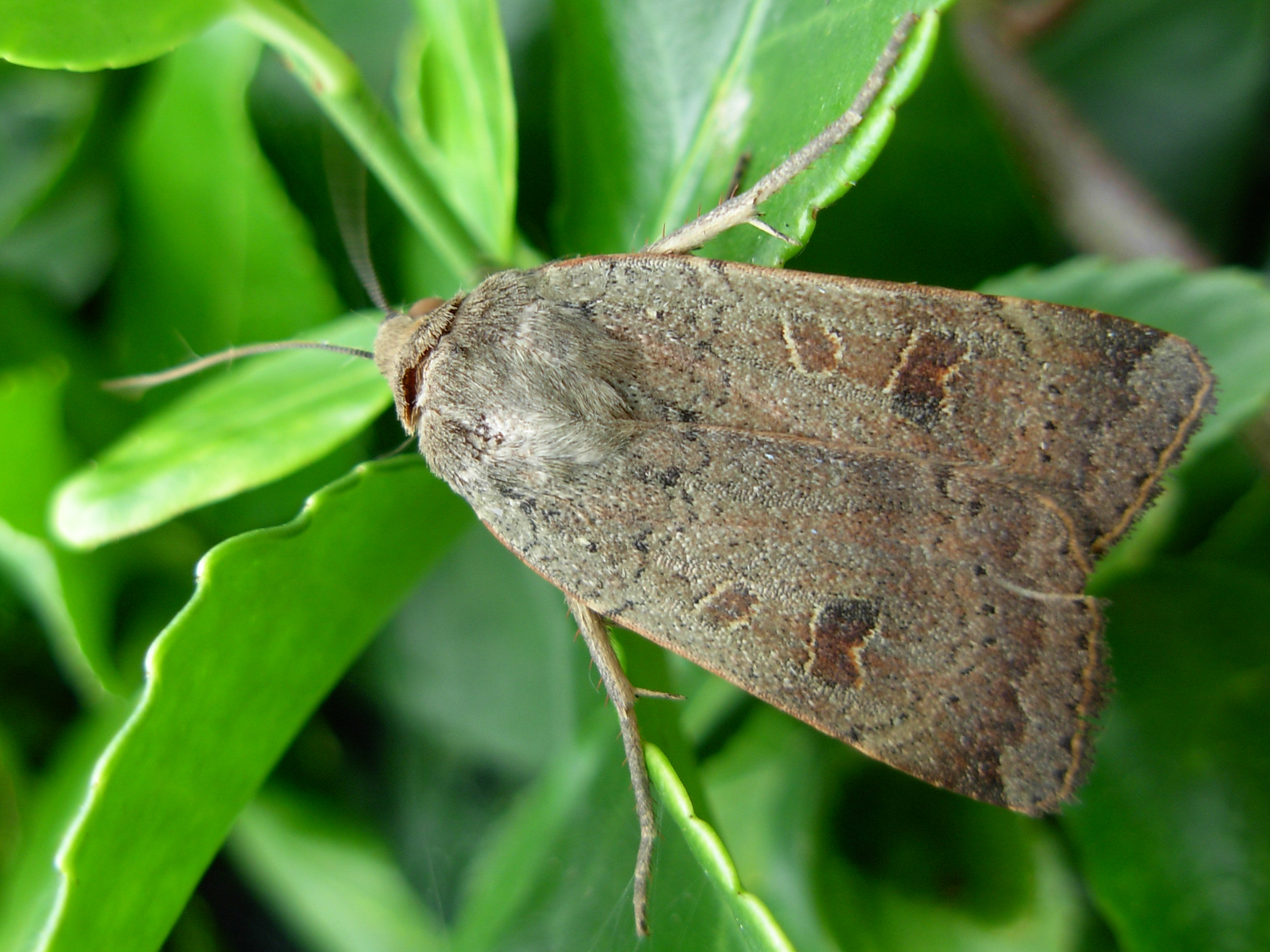
Imago fjäril
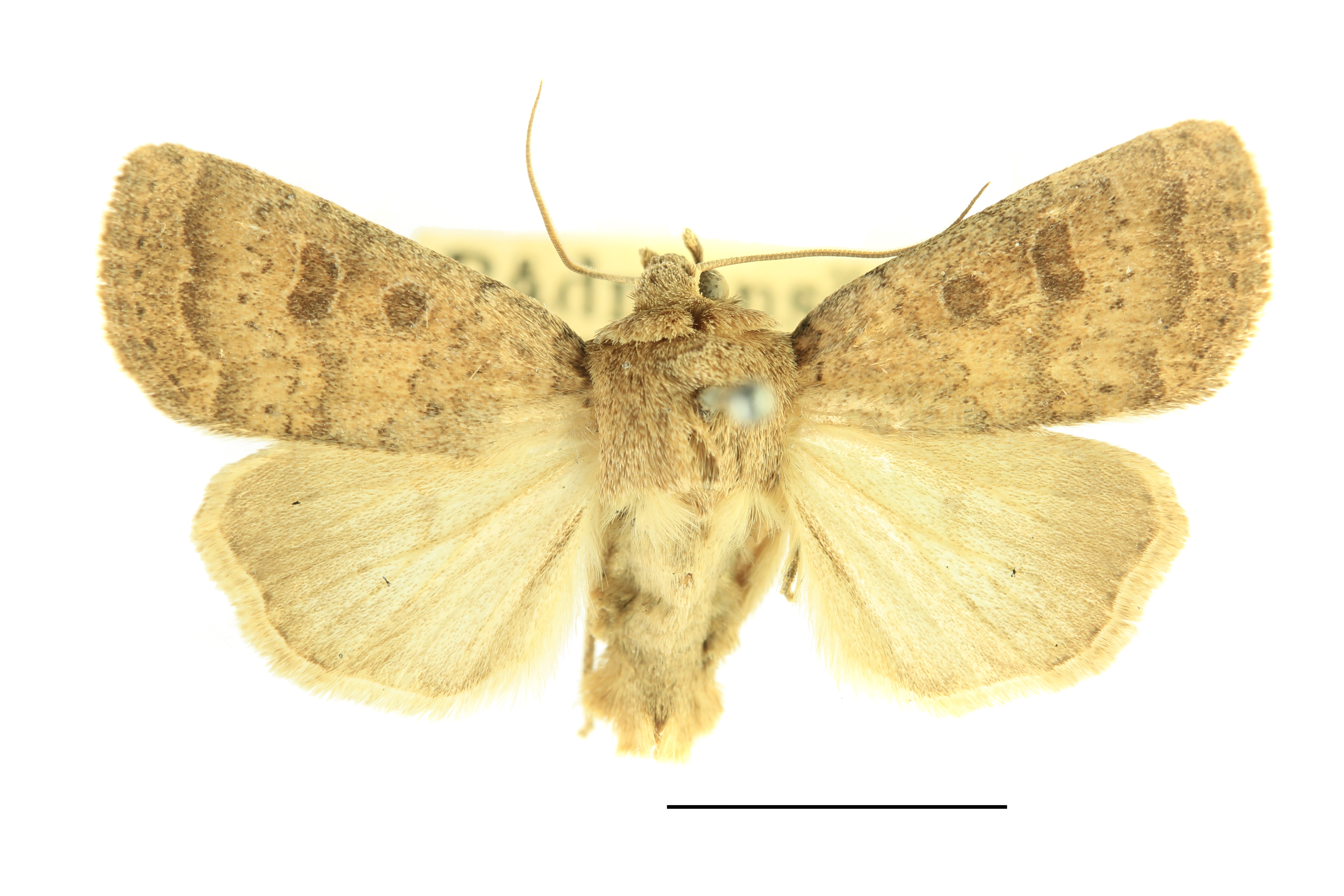
Preparerad (uppnålad) imago fjäril